# Friedrich Peter Hankowiak
Friedrich Peter Hankowiak (*  25. Juni 1890 in Nieder-Struse, Krs. Breslau; † 18. Oktober 1954) war ein schlesischer Dialektdichter und Schriftsteller.

## Leben
Nach dem Volksschulabschluss besuchte er von 1904 bis 1907 die Präparandenanstalt in Schmiedeberg/Riesengebirge, anschließend das Lehrerseminar in Steinau an der Oder bis 1910. In den folgenden drei Jahren unterrichtete er als zweiter Lehrer an verschiedenen Schulen, ab 1913 bis 1934 als Lehrer in Kranz bei Dyhernfurth im Kreis Wohlau. Bereits 1933 war er mit der NSDAP in Konflikt gekommen und  ihren Anfeindungen und Verfolgungen ausgesetzt. Die Eltern seiner Schüler aus Kranz und dem Nachbarort Reichwald standen hinter ihm.
F. P. Hankowiak schrieb über seine erste Lehrerstelle: „Ich koam ei de Ohlauer und Brieger Gägend, und dann soaß ich 21 Joahre uff eenem kleenen Dörfel bei Dyhernfurth...“ In die herrschende Partei trat er als Mitglied ein, um auf diese Weise der Entlassung aus dem Schuldienst zu entgehen. Der  Entschluss bewahrte ihn jedoch nicht vor der Strafversetzung nach Groß-Ujeschütz im Kreis Trebnitz. Von dort wurde er nach Kokschütz im Kreis Rybnik in Oberschlesien versetzt.
Aus Kokschütz flüchtete er mit seiner Familie vor der Roten Armee, kehrte noch einmal kurzzeitig allein dorthin zurück, flüchtete dann ohne Angehörige in die Sudeten und kam von dort nach Bayern. Erst eineinhalb Jahre später erhielt er ein Lebenszeichen seiner Angehörigen, die in Berlin eine Unterkunft erhalten hatten. Sie kamen von dort zu ihm nach Bayern. Gelegentlich hielt er Schulunterricht, bis der jeweilige Lehrer wieder heimgekehrt war. Als Gelegenheitsarbeit sammelte er Kräuter für eine pharmazeutische Firma. Im November 1952 zog er nach Wangen im Allgäu, das schlesische Künstler aufnahm.
Er starb am 18. Oktober 1954 an den Folgen eines Zusammenstoßes mit einem Motorradfahrer.

## Werke
Seine Gedichte nach der Flucht waren für ihn Erinnerungen an Schlesien, die nach seinem Tode von Pfarrer Richard Hoppe (vormals Wohlau) in drei kleinen Bänden herausgegeben wurden:
- „Jahresreigen – Gedichte in niederschlesischer Mundart“,
- „Aus dem Tagebuch eines Heimatvertriebenen“,
- „Mei schlä'sches Dörfla - Schlesische Plaudereien“.

Bereits in schlesischer Zeit hatte er Gedichte in drei kleinen Bänden im Verlag Maretzke & Martin in Trebnitz herausgegeben. 1935 erschien
- „Wie de Mutter sproach“,
- 1936 „Aus Voatersch Sunntichkiste“,
- 1937 „Heemtedörfel“.

Sie wurden von Pfarrer Richard Hoppe 1982/83 neu herausgegeben. In einem Vorwort seiner letzten „Bichl“ schrieb er, fünfzig Jahre habe er in verschiedenen schlesischen Dörfern gelebt und gewirkt und darüber seine Gedichte und Dorfgeschichten in den verschiedenen schlesischen Mundarten geschrieben: „In der ‚gebirglerischen‘ mit den A-Endungen, den neiderländischen mit L-Endungen (Madl) und der Mundart rechts von der Oder mit ihren T-Endungen (gewoast).“
Seine Tochter, Erika Schmidt geb. Hankowiak, schrieb über sein dichterisches Schaffen: „Die Menschen mochten ihren Poeten aus Kranz wegen seiner unkomplizierten Art und seines Frohsinns. Er war mit den Menschen, der Natur und seiner schlesischen Heimat tief verwachsen.“
Während seiner Schuljahre in Kranz erschienen im Dyhernfurther Stadtblatt seine Gedichte unter dem Pseudonym „Ernst Bedächtig“. In der unruhigen und turbulenten Zeit der dreißiger Jahre wollte er die Leser „ernst und bedächtig“ unterhalten, schrieb Klemens Höhn, Füssen, über ihn.